# Shipton (Gloucestershire)
Pour les articles homonymes, voir Shipton.
Shipton est une paroisse civile et un village du Gloucestershire, en Angleterre.